# Calle 13

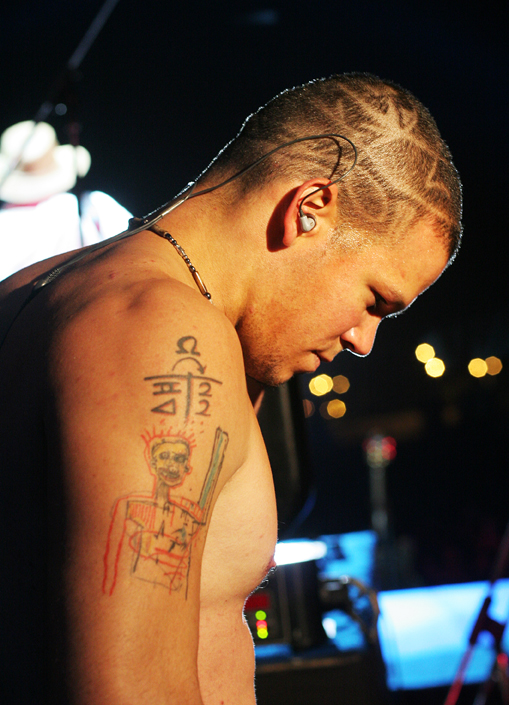
Calle 13 under ett framträdande i Colombia

Calle 13 är en puertoricansk hiphop- och alternativ rap-grupp bestående av bröderna René Pérez Joglar, Residente (född den 23 februari 1978 i Hato Rey, Puerto Rico) och Eduardo José Cabra Martínez, Visitante (född den 10 september 1978 i Santurce, Puerto Rico). Gruppen har vunnit Latin Grammy Award tio gånger och Grammy Award två gånger.

## Diskografi
- 2005 – Calle 13
- 2007 – Residente o Visitante
- 2008 – Atras Vienen